# Epicaridea
Sous-ordre
Les Epicaridea sont un sous-ordre de crustacés isopodes.

## Liste des super-familles
Selon ITIS (18 juillet 2018) :
- Bopyroidea Rafinesque, 1815
- Cryptoniscoidea Kossmann, 1880